# Iridopsis vidriadaria
Iridopsis vidriadaria là một loài bướm đêm trong họ Geometridae.